# Maarten Boudry
Maarten Boudry (Moorslede, 15 augustus 1984) is een Vlaams filosoof en scepticus. Hij was van 2006 tot begin 2018 actief als wetenschappelijk onderzoeker van de vakgroep Wijsbegeerte en Moraalwetenschap aan de Universiteit Gent. Hij was ook kernlid van de onafhankelijke liberale denktank Liberales.

## Levensloop
Boudry deed zijn secundair onderwijs in het Klein Seminarie Roeselare. In 2002 startte Boudry aan de Universiteit Gent met de studie filosofie waar hij in 2006 cum laude afstudeerde. Tussen 2007 en 2011 deed hij wetenschappelijk onderzoek aan de Universiteit Gent (Logic, History and Philosophy of Science) middels een onderzoeksbeurs van het Fonds Wetenschappelijk Onderzoek (FWO) in Vlaanderen. 
Na het behalen van zijn doctoraat werd hij in 2011 als postdoc (research fellow) aangesteld bij de Universiteit Gent, wederom middels fondsen van het FWO. In 2013 was hij tevens een half jaar postdoc bij het Konrad Lorenz Instituut in Wenen, alwaar hij zich bezighield met irrationaliteit vanuit evolutionair en epistemologisch oogpunt. Boudry heeft verschillende buitenlandse studiebezoeken volbracht. Daarnaast is hij regelmatig spreker op internationale conferenties en geeft hij gastcolleges aan academische instellingen.
Boudry is lid van een aantal wetenschappelijk georiënteerde organisaties: Society for the Scientific Study of Religion (SSSR), het Center for Inquiry en het Imperfect Cognition research network van het Epistemic Innocence-project. Hij is ook een van de initiatiefnemers van Het Denkgelag, dat sceptische conferenties in Vlaanderen organiseert. Hij was lid van de Vlaamse sceptische organisatie SKEPP.
In 2011 herhaalde Maarten Boudry de Sokal-affaire. Boudry wilde christelijke filosofen op dezelfde wijze op de proef stellen en schreef een onzinnige abstract, vol met theologisch jargon, onder de titel "The Paradoxes of Darwinian Disorder. Towards an Ontological Reaffirmation of Order and Transcendence". Het bevatte zinnen als ‘In het darwiniaanse perspectief is orde niet immanent aanwezig in de werkelijkheid, maar een zichzelf bevestigend aspect van de werkelijkheid, in zoverre dat het wordt ervaren door gesitueerde subjecten.’ Onder het anagram-pseudoniem Robert A. Maundy van het fictieve College of the Holy Cross te Reno in Nevada stuurde hij het aan de organisatie van het Christelijk Filosofisch Congres "The Future of Creation Order" van de Vrije Universiteit Amsterdam en het Centre of Theology and Philosophy aan de Universiteit van Nottingham, waarna het door beide universiteiten zonder reserve geaccepteerd werd.
In september 2019 kreeg Boudry de eer om als eerste de nieuwe Etienne Vermeersch-leerstoel aan de UGent te bekleden, die werd opgericht ter ere van de overleden filosoof. Vooral uit academische hoek kwam er veel kritiek op deze beslissing.
Sinds januari 2025 werkt Boudry als post-doctoraal medewerker mee aan het project 'Het geboorteprobleem van het liberalisme' onder professor Bouke de Vries aan Universiteit Gent. Om een gezonde democratie te hebben moet op zijn minst een meerderheid van de bevolking liberale opvattingen hebben, was in dit project de aanname, maar sommige Joden, moslims en christenen hebben deze opvattingen niet. Verder zouden deze groepen 'meer kinderen krijgen' dan andere groepen. Bijgevolg wordt onderzocht wanneer de staat het recht heeft om 'in te grijpen' in dit 'geboorteprobleem'.
Het project kwam onder vuur te liggen, nadat een Apache-artikel werd gepubliceerd over de banden tussen professor de Vries en enkele figuren binnen de eugenetica. Boudry benadrukte in Apache dat hij dit probleem niet analyseert vanuit een 'etnisch perspectief'. Er loopt momenteel een interne procedure aan UGent om de status van het project van Boudry en de aanstelling van de Vries te herevalueren.

## Standpunten

### Scepticisme

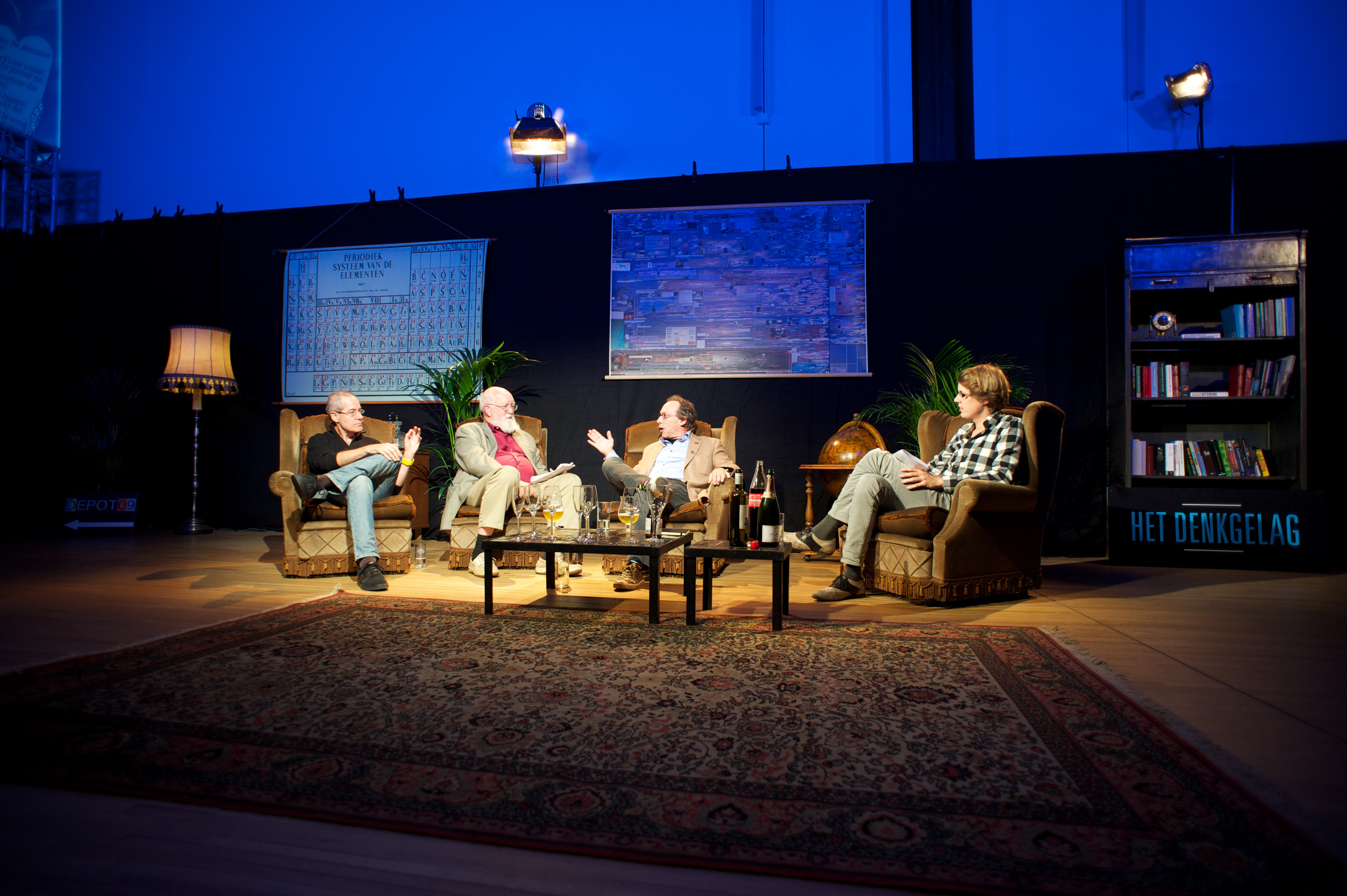
Boudry modereert een debat tussen Pigliucci, Dennett en Krauss (Het Denkgelag 2013).

Maarten Boudry is vooral bekend om zijn scepticisme en kritische houding tegenover pseudowetenschap. Als wetenschapsfilosoof richt hij zich met name op de studie van de pseudowetenschap in al haar vormen en voorkomens. Hij bestudeert de feilbaarheid van het menselijk redeneervermogen die aan de basis zou liggen van pseudowetenschap en irrationaliteit. Boudry typeert pseudowetenschap als "een imitatie van echte wetenschap". 
In zijn proefschrift genaamd De naakte Keizers van de Psychoanalyse legt hij uit waarom hij de psychoanalyse schaart onder de categorie pseudowetenschap en welke immunisatiestrategieën deze stroming in de loop der jaren heeft ontwikkeld om kritiek te weerstaan. Samen met de filosoof Johan Braeckman schreef hij De ongelovige Thomas heeft een punt, waarin ze argumenten bieden tegen para- en pseudowetenschap, blind geloof, wensdenken, astrologie, irrationaliteit, telekinese en aardstralen, want deze opvattingen zijn volgens hen gebaseerd op drogredenen. De titel verwijst naar de houding van de apostel Thomas die niet geloofde dat Jezus uit de dood was herrezen. In een interview zei hij dat het...

...ook voor filosofen interessant is om de pseudowetenschap van naderbij te bekijken omdat het ons ook iets leert over het verschil tussen goede en pseudowetenschap en dus indirect ook iets over hoe wetenschap werkt
— Maarten Boudry

Boudry levert in publicaties en debatten tevens kritiek op religie, intelligent design en theologie. In 2014 debatteerden Maarten Boudry en Herman Philipse tijdens Nationale Religiedebat met Stefan Paas en Rik Peels over de redelijkheid van het geloven in een god en de invloed op moraliteit (Boudry: "Stel nooit dat iemand almachtig is, voordat je hem hebt gezien"). Boudry is ook een debat aangegaan met christelijk filosoof Emanuel Rutten tijdens het Denkcafé: Bestaat God? in december 2012, waar hij het volgende zei:

Uiteraard kunnen we het bestaan van God niet uitsluiten. Maar hetzelfde kun je zeggen over het monster van Loch Ness. We kunnen bij wijze van spreken ook een ander alwetend wezen introduceren: de eenhoorn, een schrander hoefdier. Dat dier weet alles, ook dat God niet bestaat. Of misschien is God slachtoffer van een kwaadaardige demon. Hij kan zelf wel weten dat Hij bestaat, maar er kan een demon zijn die Hem heeft wijsgemaakt dat Hij de schepper van hemel en aarde is.
— Maarten Boudry

Boudry is een terugkerende gast in de YouTube-serie De snijtafel.

### Israël
In mei 2024 publiceerde Boudry een open brief over de oorlog tussen Hamas en de staat Israël waarin hij de Israëlische aanval op Gaza een gerechtvaardigd antwoord noemde na de aanslag van 7 oktober 2023 door Hamas, een Palestijnse moslimfundamentalistische militie en door westerse landen als terreurorganisatie bestempeld, en de blijvende gijzelneming van Israëlische burgers. Verder verzet hij zich tegen een academische boycot van Israëlische instellingen die medeplichtig zouden zijn aan de Israëlische bezetting van de Westelijke Jordaanoever en de Israëlische invasie van Gaza. De brief werd ondertekend door zes andere academici aan Universiteit Gent en een reeks andere academici zoals Ruud Koopmans en Mark Elchardus. In zijn boek Het verraad aan de verlichting (2025) stelt hij echter dat "je ook Israëlische kant rabiate religieuze fanatici aantreft die de Palestijnen ontmenselijken" en dat "[s]ommige [Israëlische] soldaten" zich "schandelijk" misdragen in de invasie van Gaza, maar dat "zulke soldaten (...) regelmatig verantwoording [moeten] afleggen voor Israëlische rechtbanken." Boudry heeft ook verschillende kritisch gereageerd op Israëlische kolonisatie van de Westelijke Jordaanoever en extremistische Israëlische ministers op sociale media. Critici van Boudry zoals collega-filosofen Pieter Beck en Stijn Bruers verdedigen echter dat Israël al langer een "apartheidspolitiek" voert, in de Westelijke Jordaanoever en binnen erkend Israëlisch territorium.
Pieter Beck, collega-filosoof van Boudry aan UGent, betoogde in de Vlaamse progressieve nieuwswebsite Apache als een reactie op de open brief dat verschillende Israëlische universiteiten een belangrijke rol spelen in het Israëlisch leger en de bezetting van Palestijnse gebieden. Hij stelt dat de argumentatie van Boudry en de andere ondertekenaars steunt op "een vals dilemma: of je steunt Israël, of je bent een medestander van Hamas", wat zou samenhangen met "een problematische framing van zowel de historische situatie als de eisen van de studenten." Ook Stijn Bruers, ecomodernistisch filosoof, opiniemaker en effectief altruïst, en Joël De Ceulaer, journalist bij De Morgen, schreven uitgebreide kritische reacties op de standpunten van Boudry inzake Israël, ondanks anno 2025 blijvende vriendschappelijke banden.
In november 2024 nam Boudry in Polen op een congres van de European Jewish Association (EJA), een organisatie die de belangen van Israël verdedigt in Europa, deel aan een panelgesprek over groeiend antisemitisme aan westerse universiteiten. Daar verdedigde hij het standpunt dat de meeste kritiek op Israël antisemitisch is.
De pro-Israëlische standpunten die Boudry verdedigt, waarbij hij onder meer de vergelijking maakt met de Tweede Wereldoorlog, krijgen veel tegenkanting. Zo ook van moraalfilosoof Patrick Loobuyck (UAntwerpen) die sterk maakt dat de vergelijking met WO II om meerdere redenen erg verleidelijk is, maar geen goed sjabloon is om dit conflict te duiden.

## Prijzen
- 2007: SKEPP-prijs voor beste masterthesis over immunisatiestrategieën in de psychoanalyse.[39][40]
- 2011: Liberales-boek van het jaar voor De ongelovige Thomas heeft een punt[41]
- 2012: Shortlist ‘Socrates Wisselbeker Filosofie’ voor het boek De ongelovige Thomas heeft een punt[42]
- 2013: Shortlist Science Communication Award, Koninklijke Vlaamse Academie van België voor Wetenschappen en Kunsten[43]

## Publicaties (selectie)

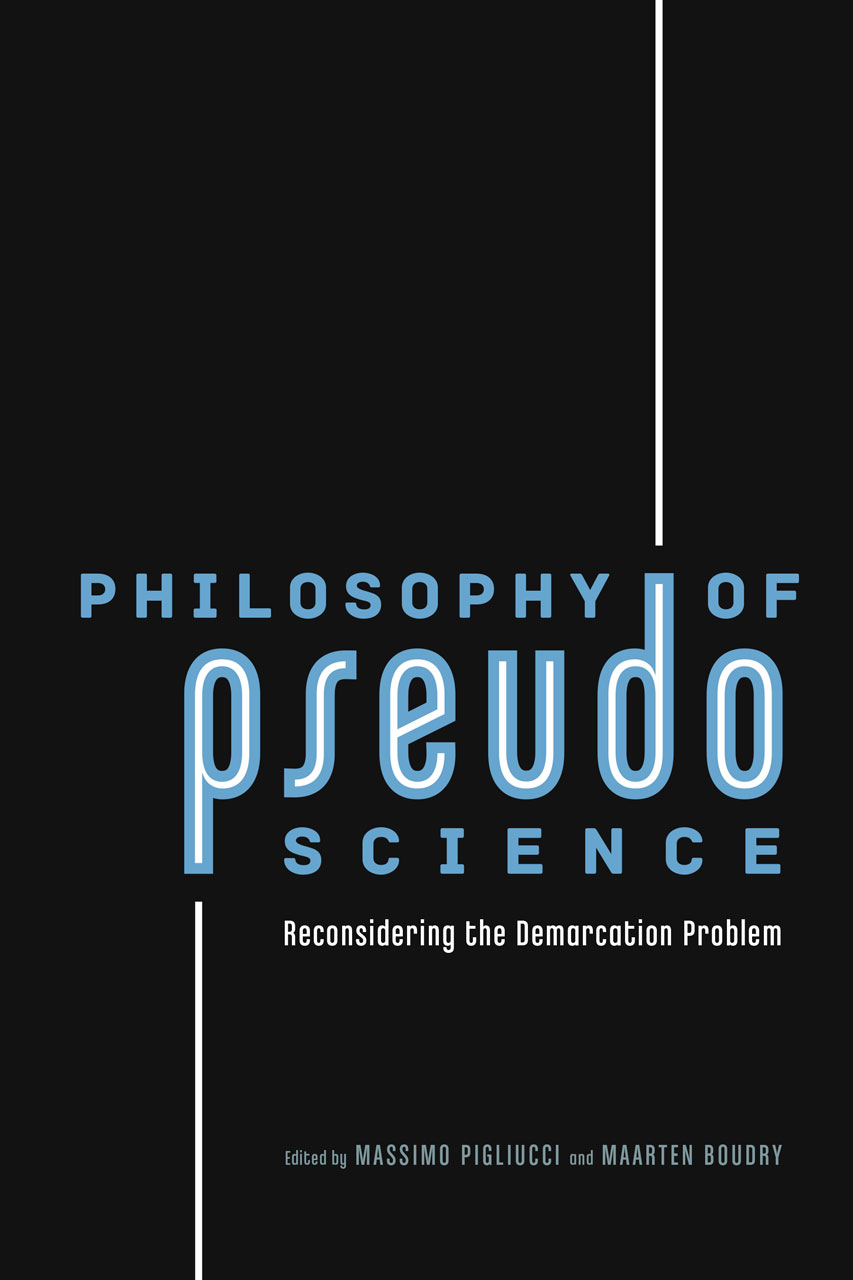
Cover van Philosophy of Pseudoscience.

Maarten Boudry heeft een aantal publicaties op zijn naam staan, zowel in peer-reviewed wetenschappelijke tijdschriften als in de publiek beschikbare bronnen (kranten en tijdschriften). Daarnaast is een aantal van zijn presentaties op congressen openbaar beschikbaar.
- Boudry, M., Blancke, S., Braeckman, J.,  (2010). Irreducible incoherence and intelligent design: a look into the conceptual toolbox of a pseudoscience.. Quarterly Review of Biology  85 (4): 473–482. DOI:10.1007/s11406-010-9254-9.[45]
- Boudry M., Blancke, S., Braeckman, J.,  (2010). How not to attack Intelligent Design Creationism: Philosophical misconceptions about Methodological Naturalism. Foundations of Science,  15 (3): 227–244. DOI:10.1007/s10699-010-9178-7.[46]
- Boudry, M., De Smedt, J.,  (2011). In Mysterious Ways: On Petitionary Prayer and Subtle Forms of Supernatural Causation. Gearchiveerd op 11 december 2022. Religion  41 (3): 449–69. DOI:10.1080/0048721X.2011.600464.[47]
- Boudry, M., Braeckman, J  (2011). Immunizing strategies & epistemic defense mechanisms. Philosophia  39 (1): 145-161. DOI:10.1007/s11406-010-9254-9.[48]
- Boudry, M., Leuridan,B  (2011). Where the design argument goes wrong: Auxiliary assumptions and unification. Philosophy of Science  78 (4): 558-578. DOI:10.1086/661753.[49]
- Boudry, M., Braeckman, J  (2012). How Convenient! The Epistemic Rationale of Self-validating Belief Systems.. Philosophical Psychology  25 (3): 341-364. DOI:10.1080/09515089.2011.579420.[50]
- Boudry, M., Pigliucci, M.  (2013). The mismeasure of machine: Synthetic biology and the trouble with engineering metaphors.. Gearchiveerd op 11 december 2022. Studies in History and Philosophy of Biological and Biomedical Sciences  44 (4): 660–668. DOI:10.1016/j.shpsc.2013.05.013.
- Boudry, M., Blancke, S., Pigliucci, M.,  (2014). What Makes Weird Beliefs Thrive? The Epidemiology of Pseudoscience.. Philosophical Psychology  28 (8). DOI:10.1080/09515089.2014.971946.
- Edis, T., Boudry, M.  (2014). Beyond Physics? On the prospects of finding a meaningful oracle. Gearchiveerd op 11 december 2022. Foundations of Science  19 (4). DOI:10.1007%2Fs10699-014-9349-z.
- Boudry, M., Vlerick, M.  (2014). Natural Selection Does Care About Truth. Gearchiveerd op 11 december 2022. International Studies in the Philosophy of Science  28 (1): 65–77
- Buekens, F., Boudry, M.  (2014). The Dark Side of the Loon. Explaining The Temptations of Obscurantism. Theoria  . DOI:10.1111/theo.12047.
- De Cruz, H., Boudry, M., De Smedt, J., Blancke, S.  (2011). Evolutionary Approaches to Epistemic Justification. Dialectica  65 (4): 517–35. DOI:10.1111/j.1746-8361.2011.01283.x.